# Close Enough for Rock ’n’ Roll
Close Enough for Rock ’n’ Roll — седьмой студийный альбом шотландской рок-группы Nazareth, выпущенный в 1976 году.
Название альбома восходит к шутке, известной среди гитаристов:

Не важно, насколько хорошо настроена твоя гитара — лишь бы строила для рок-н-ролла.
Оригинальный текст (англ.)It doesnt matter if your guitar is fully in tune, as long as it’s close enough for rock ’n’ roll.
Альбом вышел в марте 1976 года. Продюсировал альбом, как и прежний, Мэнни Чарлтон. Изюминкой альбома является композиция Telegram, представляющая собой произведение из четырёх частей, описывающая нелёгкую гастрольную жизнь рок-музыкантов.
Дэн Маккаферти: «Первый альбом, записанный нами в Канаде на Le Studio. А концерты с той поры неизменно открывает „Telegram“».
В Британии альбом пользовался скромным успехом, но в Канаде Close Enough for Rock ’n’ Roll смог подняться до 12-й позиции национального хит-парада.

## Список композиций
Авторы — Agnew, Charlton, McCafferty, Sweet кроме отмеченного
1. Telegram: — 7:46
  - On Your Way
  - So You Wanna Be a Rock 'N' Roll Star (Джим Макджинн, Крис Хиллман)
  - Sound Check
  - Here We Are Again
2. Vicki — 2:24
3. Homesick Again — 4:30
4. Vancouver Shakedown — 4:04
5. Born Under the Wrong Sign — 3:56
6. Loretta — 3:18
7. Carry out Feelings — 3:18
8. Lift the Lid — 3:51
9. You’re the Violin (Джефф Барри) — 4:43

## Участники записи
- Дэн Маккаферти — вокал
- Пит Эгнью — бас-гитара, гитара, клавишные, вокал
- Мэнни Чарлтон — гитара, продюсер
- Дэрел Свит — перкуссия, ударные

Технический персонал
- Nick Blagona — инженер
- John Punter — инженер